# Moto X (смартфон)
Moto X — флагманський смартфон, представлений у США Motorola Mobility у серпні 2013 року.

## Технічні характеристики

### Апаратна частина

#### Розміри
Смартфон/комунікатор виконано як моноблок:
- розміри — 129 × 65 × 11 мм
- вага — 130 г

#### Платформа
Використана платформа Motorola X8 Mobile Computing System на Qualcomm, яка використовується у іншого флагмана «Motorola DROID Ultra» Snapdragon S4 Pro MSM8960T (8 ядер):
- центральний процесор (CPU) — Krait 300 (1700 МГц, 2 ядра)
- графічний процесор (GPU) — Adreno 320 WUXGA (400 МГц, 4 ядра)
- natural language processor (1 ядро)
- contextual computing processor (1 ядро)

#### Пам'ять
- оперативна — 2 ГБ
- постійна — 16 або 32 ГБ
- можливість використовувати карти пам'яті відсутня
- 50 ГБ на два роки у Google Drive

#### Акумулятор
Li-Pol вбудований акумулятор, без можливості заміни:
- 2200 мА·год
- до 13 годин у режимі розмови
- до 24 годин у комбінованому режимі

#### Екран
AMOLED дисплей, технологія multitouch і захисне скло Gorilla Glass 3:
- 720 × 1280 пікселів
- діагональ 4.7"
- 316 ppi
- 24 біт (16.7 мільйонів кольорів)

#### Фото та відеокамери
Фронтальна камера (на передній панелі зверху зліва):
- 2.1 Мп з автофокусом
- 1080p HD video

Основна камера (на задній панелі зверху в центрі):
- 10.5 Мп з автофокусом
- 1080p HD video (30 fps, технологія Clear Pixel RGBC)
- LED спалах під камерою
- 4 кратне цифрове збільшення
- панорамні знімки
- фокус від дотику
- slow motion video
- швидке вмикання при хитанні

#### Модулі зв'язку
Зв'язок:
- 4G — LTE (різні стандарти залежно від модифікацій)
- 3G — UMTS / WCDMA (різні стандарти залежно від модифікацій)
- 2G — EDGE / GPRS
- Wi-Fi 802.11 b, g, n, a, ac (mobile hotspot capability, miracast capability)
- Bluetooth 4.0 (HSP 1.2, BPP 1.2, A2DP 1.2, AVRC 1.4, HFP 1.6, OPP, FTP, PBA, DUN, HID, PAN, MAP, HTP, HRP)
- NFC
- USB 2.0

Діапазони частот (МГц):
- NFC 13 / 14
- GSM 850 / 900 / 1800 / 1900
- WCDMA 850 / 1700† / 1900
- LTE 700 / 850† / 1700 / 1900
- Bluetooth 2400 / 2500
- Wi-Fi 2500 / 5000

† — не всі моделі (залежно від модулів 3G та 4G)

#### Визначення координат
- гіроскопічний модуль
- GPS + ГЛОНАСС в одному модулі
- eCompass
- використання технологій a-GPS

#### Підключення
- micro-USB (зарядка, передача даних)
- 3.5 мм TRS jack (гарнітура)

### Програмна частина

#### Операційна система
Android 4.2.2 Jelly Bean, відмінністю від generic прошивки є те, що одне ядро, а саме natural language processor зарезервоване під службу Google Now, яка постійно очікує на голосову команду, що починається із «Ok, Google now…».

#### Кодеки
- аудіо (AAC, AAC+, AAC+ Enhanced, AMR NB, AMR WB, MIDI, MP3, PCM, WAV, WMA (v2, v7, v8, v9, v10), FLAC, QCELP[en], EVRC[en], OGG/Vorbis)
- відео (H.263, H.264, MPEG-4, VC-1, VP8)

## Ціна

### Сполучені Штати Америки
За умови контракту з AT&T на два роки модель XT1058 (варіант LTE модуля для частоти 1700 МГц):
- $99 — за версію із 16 GB ($575 без контракту)
- $149 — за версію із 32 GB ($629 без контракту)

Ціна на Moto X в Google Play наразі не відома.
Ціна на Moto X Developer Edition наразі не відома.

### Європейський Союз
Ціна на Moto X наразі не відома.

### Російська Федерація
Ціна починається від 30000 рублів.

### Україна
Станом на жовтень 2013 — можна придбати за ціною від 4700 гривень.[джерело?]
Станом на 14 липня 2015 року від 5500 до 7320 гривень на сайті MagaZilla.

### Казахстан
Немає достовірних даних.

### Республіка Білорусь
Немає достовірних даних.